# Europese kampioenschappen kunstschaatsen 1936
De Europese Kampioenschappen kunstschaatsen 1936 was de 35e editie voor de mannen en de zevende editie voor de vrouwen en paren van het jaarlijks evenement dat georganiseerd wordt door de Internationale Schaatsunie (ISU).
Alle drie de kampioenschappen vonden voor de vierde keer plaats in één gaststad. Plaats van handeling was Berlijn. Het was de zesde keer dat een EK kampioenschap in Berlijn plaatsvond, eerder werden de kampioenschappen voor de mannen van 1893, 1900, 1907, 1910 en 1930 er gehouden. Het was de negende keer dat een EK kampioenschap in Duitsland plaatsvond, eerder waren ook Hamburg (1891), Bonn (1905) en Triberg im Schwarzwald (1925) gaststad voor het EK.

## Historie
De Duitse en Oostenrijkse schaatsbond, verenigd in de "Deutscher und Österreichischer Eislaufverband", organiseerden zowel het eerste EK Schaatsen voor mannen als het eerste EK Kunstschaatsen voor mannen in 1891 in Hamburg, in toen nog het Duitse Keizerrijk, nog voor het ISU in 1892 werd opgericht. De internationale schaatsbond nam in 1892 de organisatie van het EK kunstschaatsen over. In 1895 werd besloten voortaan het WK kunstschaatsen te organiseren en kwam het EK te vervallen. In 1898, na twee jaar onderbreking, vond toch weer een herstart plaats van het EK kunstschaatsen.
De vrouwen en paren zouden vanaf 1930 jaarlijks om de Europese titel strijden. De ijsdansers streden vanaf 1954 om de Europese titel in het kunstschaatsen.

## Deelname
Er namen deelnemers uit dertien landen deel aan deze kampioenschappen. Zij vulden een recordaantal van 40 startplaatsen in de drie disciplines in. Voor de tweede keer namen er deelnemers uit een land buiten Europa deel. In 1934 was het de Amerikaanse Maribel Vinson die in het vrouwentoernooi deelnam. Dit jaar namen er vier deelnemers uit Japan, drie mannen en één vrouw, deel aan het EK kunstschaatsen.
Voor België kwam Robert Van Zeebroeck voor de tweede keer uit in het mannentoernooi, zijn eerste deelname was in 1926. Freddy Mésot maakte zijn debuut op het EK, hij was de tweede Belgische vertegenwoordiger die aan de EK kunstschaatsen bij de mannen deelnam. Louisa Contamine / Robert Verdun waren de eerste Belgische vertegenwoordigers bij de paren.
(Tussen haakjes het totaal aantal startplaatsen over de disciplines.)
| Verenigd Koninkrijk (9) nazi-Duitsland (6) Hongarije (4) Japan (4) België (3) | Frankrijk (3) Oostenrijk (3) Polen (2) Tsjecho-Slowakije (2) | Finland (1) Noorwegen (1) Zweden (1) Zwitserland (1) |

## Medaille verdeling
Bij de mannen veroverde Karl Schäfer zijn achtste Europese titel op rij. Het was zijn tiende medaille, in 1927 werd hij derde en 1928 werd hij tweede. Het aantal van tien EK-medailles is een evenaring van het aantal dat Ulrich Salchow behaalde (9× goud, 1× brons). Debutant Graham Sharp op de tweede plaats veroverde de eerste medaille bij de EK kunstschaatsen in het mannentoernooi voor het Verenigd Koninkrijk. Voor Ernst Baier op de derde plaats was het zijn vijfde medaille, in 1931, 1932, 1933 werd hij tweede en in 1935 ook derde.
Bij de vrouwen veroverde Sonja Henie haar zesde Europese titel op rij. Cecilia Colledge op de tweede plaats veroverde haar derde medaille, in 1933 werd ze ook tweede en in 1935 derde. Megan Taylor stond voor het eerst op het erepodium bij het EK kunstschaatsen.
Bij het paarrijden prolongeerden Maxi Herber / Ernst Baier hun in 1935 veroverde Europese titel. Het was hun tweede medaille als paar, voor Baier was het inclusief de vier medailles bij de mannen zijn zesde EK medaille. Violet Cliff-Supple / Leslie Cliff op plaats twee, veroverden hun eerste medaille. Het debutanten paar Piroska en Attila Szekrenyessy veroverden de derde plaats.
| Discipline | Goud                      | Zilver                      | Brons                                      |
| ---------- | ------------------------- | --------------------------- | ------------------------------------------ |
| Mannen     | Karl Schäfer              | Graham Sharp                | Ernst Baier                                |
| Vrouwen    | Sonja Henie               | Cecilia Colledge            | Megan Taylor                               |
| Paren      | Maxi Herber / Ernst Baier | Violet Cliff / Leslie Cliff | Piroska Szekrenyessy / Attila Szekrenyessy |

## Uitslagen
| #      | naam (deelname)          | land                                      | pc     |
| ------ | ------------------------ | ----------------------------------------- | ------ |
| Goud   | Karl Schäfer (10)        | Vlag van Oostenrijk                       |        |
| Zilver | Graham Sharp             | Vlag van Verenigd Koninkrijk              |        |
| Brons  | Ernst Baier (7)          | Vlag van nazi-Duitsland                   |        |
| 4      | Felix Kaspar (3)         | Vlag van Oostenrijk                       |        |
| 5      | Elemér Terták (3)        | Vlag van Hongarije (1915-1918, 1919-1946) |        |
| 6      | Marcus Nikkanen (3)      | Vlag van Finland (1918-1978)              |        |
| 7      | Toshikazu Katayama       | Vlag van Japan (1870–1999)                |        |
| 8      | Freddie Tomlins          | Vlag van Verenigd Koninkrijk              |        |
| 9      | Kazuyoshi Oimatsu        | Vlag van Japan (1870–1999)                |        |
| 10     | Robert Van Zeebroeck (2) | Vlag van België                           |        |
| 11     | Freddy Mesot             | Vlag van België                           |        |
| 12     | Jean Henrion (5)         | Vlag van Frankrijk                        |        |
| 13     | Gunther Lorenz           | Vlag van Oostenrijk                       |        |
| 14     | Herbert Haertel (4)      | Vlag van nazi-Duitsland                   |        |
| 15     | Walter Grobert           | Vlag van Polen (1928-1980)                |        |
| -      | Tsugio Hasegawa          | Vlag van Japan (1870–1999)                | t.z.t. |

| #      | naam (deelname)           | land                                      | pc |
| ------ | ------------------------- | ----------------------------------------- | -- |
| Goud   | Sonja Henie (6)           | Vlag van Noorwegen                        |    |
| Zilver | Cecilia Colledge (3)      | Vlag van Verenigd Koninkrijk              |    |
| Brons  | Megan Taylor (2)          | Vlag van Verenigd Koninkrijk              |    |
| 4      | Liselotte Landbeck (5)    | Vlag van Oostenrijk                       |    |
| 5      | Vivi-Anne Hultén (4)      | Vlag van Zweden                           |    |
| 6      | Hedy Stenuf (2)           | Vlag van Frankrijk                        |    |
| 7      | Maxi Herber (2)           | Vlag van nazi-Duitsland                   |    |
| 8      | Victoria Lindpaitner (2)  | Vlag van nazi-Duitsland                   |    |
| 9      | Etsuko Inada              | Vlag van Japan (1870–1999)                |    |
| 10     | Gladys Jagger             | Vlag van Verenigd Koninkrijk              |    |
| 11     | Mia Macklin               | Vlag van Verenigd Koninkrijk              |    |
| 12     | Pamela Prior              | Vlag van Verenigd Koninkrijk              |    |
| 13     | Gyorgyi von Botond        | Vlag van Hongarije (1915-1918, 1919-1946) |    |
| 14     | Eva von Botond            | Vlag van Hongarije (1915-1918, 1919-1946) |    |
| 15     | Vera Hruba                | Vlag van Tsjechië                         |    |
| 16     | Jacqueline Vaudecrane (2) | Vlag van Frankrijk                        |    |
| 17     | Anita Wageler             | Vlag van Zwitserland                      |    |

| Er deden zeven paren uit zes landen mee. De Europees kampioenen namen beide ook deel aan de individuele kampioenschappen. \| # \| naam (deelname) \| land \| pc \| \| ------ \| ---------------------------------------- \| ----------------------------------------- \| -- \| \| Goud \| Maxi Herber (2) Ernst Baier (7) \| Vlag van nazi-Duitsland \| \| \| Zilver \| Violet Cliff (3) Leslie Cliff (3) \| Vlag van Verenigd Koninkrijk \| \| \| Brons \| Piroska Szekrenyessy Attila Szekrenyessy \| Vlag van Hongarije (1915-1918, 1919-1946) \| \| \| 4 \| Eva Prawitz Otto Weiss \| Vlag van nazi-Duitsland \| \| \| 5 \| Stephanie Kalusz Erwin Kalusz \| Vlag van Polen (1928-1980) \| \| \| 6 \| Louisa Contamine Robert Verdun \| Vlag van België \| \| \| 7 \| Vera Treybalova Josef Vosolsobe \| Vlag van Tsjechië \| \| |                                          |                                           |    |
| # | naam (deelname)                          | land                                      | pc |
| Goud | Maxi Herber (2) Ernst Baier (7)          | Vlag van nazi-Duitsland                   |    |
| Zilver | Violet Cliff (3) Leslie Cliff (3)        | Vlag van Verenigd Koninkrijk              |    |
| Brons | Piroska Szekrenyessy Attila Szekrenyessy | Vlag van Hongarije (1915-1918, 1919-1946) |    |
| 4 | Eva Prawitz Otto Weiss                   | Vlag van nazi-Duitsland                   |    |
| 5 | Stephanie Kalusz Erwin Kalusz            | Vlag van Polen (1928-1980)                |    |
| 6 | Louisa Contamine Robert Verdun           | Vlag van België                           |    |
| 7 | Vera Treybalova Josef Vosolsobe          | Vlag van Tsjechië                         |    |

Medaillewinnaars

Mannen · 
Vrouwen ·
Paren · 
IJsdansen

Toernooi

1891 · 
1892 · 
1893 · 
1894 · 
1895 · 
1896-1897 · 
1898 · 
1899 · 
1900 · 
1901 · 
1902-1903 · 
1904 · 
1905 · 
1906 · 
1907 · 
1908 · 
1909 · 
1910 · 
1911 · 
1912 · 
1913 · 
1914 · 
1915-1921 · 
1922 · 
1923 · 
1924 · 
1925 · 
1926 · 
1927 · 
1928 · 
1929 · 
1930 · 
1931 · 
1932 · 
1933 · 
1934 · 
1935 · 
1936 · 
1937 · 
1938 · 
1939 ·
1940-1946 · 
1947 · 
1948 · 
1949 · 
1950 · 
1951 · 
1952 · 
1953 · 
1954 · 
1955 · 
1956 · 
1957 · 
1958 · 
1959 · 
1960 · 
1961 · 
1962 · 
1963 · 
1964 · 
1965 · 
1966 · 
1967 · 
1968 · 
1969 · 
1970 · 
1971 · 
1972 · 
1973 · 
1974 · 
1975 · 
1976 · 
1977 · 
1978 · 
1979 · 
1980 · 
1981 · 
1982 · 
1983 · 
1984 · 
1985 · 
1986 · 
1987 · 
1988 · 
1989 · 
1990 · 
1991 · 
1992 · 
1993 · 
1994 · 
1995 ·
1996 · 
1997 · 
1998 · 
1999 · 
2000 · 
2001 · 
2002 · 
2003 · 
2004 · 
2005 · 
2006 ·
2007 ·
2008 ·
2009 ·
2010 ·
2011 ·
2012 ·
2013 ·
2014 ·
2015 ·
2016 ·
2017 ·
2018 ·
2019 ·
2020 ·
2021 · 
2022 · 
2023 · 
2024 · 
2025

WK kunstschaatsen ·
WK kunstschaatsen junioren ·
Viercontinentenkampioenschap ·
Olympische Spelen